# Xylopia beccarii
Xylopia beccarii är en kirimojaväxtart som beskrevs av James Sinclair.
Xylopia beccarii ingår i släktet Xylopia och familjen kirimojaväxter. Inga underarter finns listade i Catalogue of Life.